# 九龍巴士59X線
九龍巴士59X線是香港一條特快巴士路線，來往屯門碼頭與旺角東站，途經屯門蝴蝶灣、散石灣及美孚、長沙灣、深水埗。
註：本線在美孚至旺角區，不論在停站點、走線、終站，均與58X及67X相同。

## 歷史
因屯門區遠離市區，九巴特意為屯門每個社區建立一套路線網絡，包括一條來往荃灣區的鐵路接駁線，以及一條直接來往九龍的巴士路線。屯門新市鎮首先發展的市中心、大興邨和蝴蝶灣一帶，均有以上路線開辦，且特別設計了一條清晨路線59S線，讓這三個社區的居民及早抵達市區上班。
根據1985年訂立的公共交通協調政策，新界西非市中心路線的九龍區起訖點不可超越深水埗欽州街，然而，在此以前開辦的路線並不受限。當輕便鐵路於1988年通車後，在新界西實施輕鐵專區，政府為讓九巴同意取消區內巴士線，以換取放寬往返九龍的路線限制，以旺角亞皆老街為界線。另外，荃灣路的全線開通亦為屯門區的公共交通發展提供了良好的條件。
1980年代初開辦，服務於蝴蝶灣一帶的59A線、59M線和59S線雖貫徹了以上各點，但對當區居民來說，這些路線並未能滿足需要，而且可能不敷應用，故當市中心首條特快巴士路線60X線取得成功後，大興邨和蝴蝶灣的居民亦能得到同類服務。在公共交通協調政策的約束下，本線在1988年9月18日開辦，來往屯門碼頭與旺角火車站，途經荃灣路。
本線開辦初期主要為屯門蝴蝶灣一帶的公共屋邨及居者有其屋屋苑居民服務，能夠迅速抵達九龍市區，即使收費比59A線略高，仍得到相當支持。在預期蝴蝶灣及散石灣一帶將有更多居屋和私人發展屋苑落成，前往九龍甚至香港島上班的居民將隨之增加，本線發展潛力相當不俗。
1990年代為本線客量增長高峯期，期內龍門路沿線住宅發展數目穩步上揚，帶動客量不斷上升，為有效疏導上班繁忙時間在中途站候車的人潮，先後增辦由新屯門中心和龍門居開出的特別班次，以及配合巴士空調化趨勢，早於1991年7月15日起增設空調巴士服務，為乘客提供優質和舒適的旅程。另一方面，輕鐵在1993年6月1日起放寬對巴士公司的限制，讓屯門和元朗區的九巴路線增設分段收費，給予區內市民有別的選擇。因此，當屯門公路發生大型事故而封閉，令市鎮往返港、九的交通陷入困境時，本線亦能在有限度服務的情況下，把新屯門中心和兆山苑一帶的居民帶到屯門碼頭，再轉乘渡輪。隨着來往屯門及中環的渡輪停航，以及屯門公路的安全性提高，這種特殊角色隨之消失。
自2001年換入全新的低地台雙層空調巴士後，整體服務一直維持在高水平；直至現今，本路線仍然經常出現全新出牌的巴士「嚐鮮」上掛的情況。
屯門新市鎮通往市區的九廣西鐵於2003年12月通車後，因其收費較高，亦遠離深水埗及旺角一帶，且遠離屯門西南部蝴蝶灣一帶，即使以輕鐵接駁亦顯得轉折，對本線客量未有構成影響。

### 年表
- 1988年9月18日：59X線開辦，來往屯門碼頭及旺角火車站。開辦之時正值政府實行公共交通協調政策，往來屯門區屋邨至西九龍區路線原本不得超越深水埗以南。適逢輕鐵專區實施，所有屯門區內的巴士路線改由輕鐵及接駁巴士取代，運輸署為平息區內居民及區議員不滿，特別容許此路線以旺角為總站。
- 1991年7月15日：增設空調服務，全程收費為$5.9（非空調）／$10（空調）。
- 1993年6月1日：增設一項分段收費，由散石灣往屯門碼頭$2.5（非空調）／$3（空調）。
- 1997年12月1日：九巴調整車費，本線全程收費增至$8.2（非空調）／$11.8（空調）。
- 2001年9月30日：改為全線空調服務，全程收費調整為$10.7。
- 2007年12月2日：九廣鐵路和地下鐵路合併為港鐵，九巴統一有關車站名稱為「鐵路站」。
- 2008年6月8日：九巴調整車費，本線全程收費增至$11.3。
- 2011年5月15日：九巴調整車費，本線全程收費增至$11.7。
- 2013年3月17日：九巴調整車費，本線全程收費增至$12.3。
- 2013年10月5日：加停屯門公路巴士轉乘站，並與其他路線提供轉乘優惠[4]。
- 2014年7月6日：九巴調整車費，本線全程收費增至$12.8。
- 2015年3月21日：增設到站時間預報。[5]
- 2015年12月19日：屯門碼頭及旺角東站的頭班車時間分別提早至05:15及06:20[6]。
- 2016年9月25日：往屯門碼頭方向增停皇珠路「龍逸邨」巴士站。
- 2017年7月1日：為配合九巴專營權延續，推行學生長途路線即日回程半價折扣優惠計劃。
- 2023年5月2日：往屯門碼頭之頭班車提早至06:10開出；星期六由龍門居開出之特別班次減至四班[7]。
- 2024年7月22日：為配合口岸路線加班，本線星期六日部分恆常班次減班；新屯門中心特別班次取消星期六服務，龍門居特別班次再減至三班。

## 服務時間及班次
常規班次
| 屯門碼頭開       | 屯門碼頭開  | 屯門碼頭開   | 旺角東站開       | 旺角東站開  | 旺角東站開   |
| 日期             | 服務時間    | 班次（分鐘） | 日期             | 服務時間    | 班次（分鐘） |
| ---------------- | ----------- | ------------ | ---------------- | ----------- | ------------ |
| 星期一至五       | 05:15-05:44 | 9-10         | 星期一至五       | 06:10-08:30 | 11-14        |
| 星期一至五       | 05:44-17:21 | 3-8          | 星期一至五       | 08:30-00:40 | 4-10         |
| 星期一至五       | 17:21-18:02 | 8-9          |                  |             |              |
| 星期一至五       | 18:02-20:00 | 11-12        |                  |             |              |
| 星期一至五       | 20:00-23:30 | 9-10         |                  |             |              |
| 星期六           | 05:15-05:55 | 10           | 星期六           | 06:10-09:00 | 10-11        |
| 星期六           | 05:55-18:02 | 4-9          | 星期六           | 09:00-00:00 | 4-8          |
| 星期六           | 18:02-23:30 | 9-12         | 星期六           | 00:00-00:40 | 10           |
| 星期日及公眾假期 | 05:15-05:45 | 15           | 星期日及公眾假期 | 06:10-06:50 | 15           |
| 星期日及公眾假期 | 05:45-06:45 | 10           | 星期日及公眾假期 | 06:50-08:14 | 12           |
| 星期日及公眾假期 | 06:45-18:55 | 6-9          | 星期日及公眾假期 | 08:14-23:45 | 6-10         |
| 星期日及公眾假期 | 18:55-22:45 | 10           | 星期日及公眾假期 | 23:45-00:40 | 11           |
| 星期日及公眾假期 | 22:45-23:30 | 15           |                  |             |              |

特別班次
- 新屯門中心開
  - 星期一至六：07:15
- 龍門居開：
  - 星期一至五：07:35、07:50、08:02、08:15、08:27、08:40
  - 星期六：07:40、08:00、08:20、08:40

星期日及公眾假期不設服務

## 收費
全程：$14.6
- 屯門碼頭往龍門站或之前：$4.8
- 美孚站往旺角東站：$6.9
- 旺角警署往旺角東站：$5.6
- 屯門公路轉車站往屯門碼頭：$9.2
- 龍逸邨往屯門碼頭：$4.8

| - 本線設有12歲以下小童及65歲或以上長者半價優惠。 - 65歲或以上香港居民使用「樂悠咭」，以及12歲以下合資格殘疾兒童使用「殘疾人士身份」個人八達通繳付車資，均可享有每程$2.0或半價（以較低者為準）的票價優惠；12至64歲合資格殘疾人士使用「殘疾人士身份」個人八達通（包括「樂悠咭」），以及60至64歲香港居民使用「樂悠咭」繳付車資，均可享有每程$2.0或全費（以較低者為準）的票價優惠。 - 65歲或以上長者如使用長者或一般個人八達通繳付車資，則只可享有半價優惠；12至64歲合資格殘疾人士如不使用「殘疾人士身份」個人八達通，以及60至64歲人士如不使用「樂悠咭」繳付車資，必須繳付全費。 - 乘客可以現金或八達通於上車時付款，不設找續。 - 每位成人乘客可免費攜帶最多兩名4歲以下而不佔座位的兒童乘客乘車，超額之4歲以下小童必須繳付小童車費乘車。 - 持有「九巴月票」之乘客在車票有效期內，每日可享最多10程任何九龍巴士及龍運巴士路線（包括本路線，以及聯營路線的九龍巴士／龍運巴士提供的班次；惟乘搭機場「A」及「NA」線則可享原價二七折優惠（不會計算每天10次合資格車程））；而B1線則每日可享最多各2程（不會計算每天10次合資格車程）。 - 九龍巴士、城巴、龍運巴士及陽光巴士全職員工及家屬（不包括外判職員）可免費乘搭本路線，惟必須拍職員或職員家屬八達通。 - 乘客亦可透過多元化電子支付系統（e度嘟）繳付車資，包括使用非接觸式VISA卡、JCB卡、萬事達卡、銀聯卡、美國運通、大來國際、Discover Card、Apple Pay、Google Pay、Samsung Pay、AlipayHK「易乘碼」、支付寶、WeChatHK／微信支付「搭車碼」、銀聯雲閃付「乘車碼」及BOC Pay「乘車碼」。乘客使用此付款方式，使用此支付方式的乘客可享有中途下車之分段收費，以及與其他九巴／龍運獨營路線或聯營線九巴／龍運班次之轉乘優惠，惟不適用於與非九巴／龍運路線之轉乘優惠，亦不能享有「公共交通費用補貼計劃」及「長者及合資格殘疾人士公共交通票價優惠計劃」。 - 帶粗體字者為雙向分段收費，乘客必須使用八達通（九巴月票除外）上車拍卡繳費，並於下車前後於指定巴士站裝設拍卡機確認八達通，方可享有分段收費優惠。 |

### 八達通巴士轉乘計劃
乘客登上本線往旺角後150分鐘內以同一張八達通卡轉乘18線往愛民，或從18線往深水埗登車後150分鐘內以同一張八達通卡轉乘本線往屯門碼頭，次程可獲$4.2車資折扣優惠。

## 使用車輛
本線由開辦至2022年中，一直只由九巴屯門車廠負責派車。起初使用61A取消後遺下的三軸雙層巴士車隊，輔以利蘭勝利二型行走，當屯門碼頭區的客源穩定下來，便全線使用高載客車輛行走，包括都城嘉慕11米非空調巴士（S3M）、利蘭奧林比安11米非空調／空調巴士（S3BL／AL）、富豪奧林比安11米非空調／空調巴士（S3V／AV）、丹尼士巨龍11米非空調／空調巴士（S3N／AD）。
2000年中，本線加入丹尼士三叉戟三型12米空調巴士（ATR），部份來自前龍運巴士車隊（100系列），直至2001年9月全線空調化，換入當時簇新的富豪超級奧林比安12米（3ASV）取代，並以猛獅24.310（AMN）、Neoplan Centroliner（AP）、丹尼士三叉戟三型12米等車型作為後備。
2013年8月起，換入亞歷山大丹尼士Enviro 500 MMC（ATENU）12米取代富豪奧林比安11米（AV）、富豪B9TL 12米（AVBWU）及富豪超級奧林比安12米（3ASV）。
2017年，本線除一個字軌使用富豪超級奧林比安12米（3ASV228／KF5891）外，全線更換當時全新富豪B9TL 12米（AVBWU），部分更配上紅巴配色，令本線首次有「紅巴」上牌。
2018年首季，因配備Voith波箱的巴士引致本線耗油量過高的關係，上述車型全面撤離59X線。同時，全線倒退至使用配備ZF波箱的亞歷山大丹尼士Enviro 500 MMC（ATENU）。被調離屯門車廠的富豪B9TL則獲發配至1A、42A、93K等的市區路線。雖然如此，本線迄今為止不時仍有配備Voith波箱的巴士行走。
2019年3月14日起，此路線試行「紅巴2.0」猛獅A95（AMNF21）及富豪B9TL（AVG1-3)，是繼去年後再次有Voith波箱巴士上掛本線。但次年1月，因以上政策需要，AVG1-3亦被調離屯門車廠，而AMNF21亦被調至其他對外路線。
「紅巴2.0」各散東西後，本路線全數改用紅色「城市脈搏」的亞歷山大丹尼士Enviro 500 MMC，意味著本路線已經「紅巴化」，直至兩年後才有金色巴士上牌。
2021年8月中，本路線替換19部原屬960線及961線的富豪歐盟六型巴士（V6B）行走，取代大部分原屬本線的歐盟五型丹尼士Enviro500MMC，騰出的巴士則調往其他屯元天對外線行走。
為提高用車的靈活性，2022年8月起，本路線兩條字軌改由荔枝角車廠派車。
2022年10月下旬，本線首次加入17部12.8米巴士派車，當中16部為上層設「倒頭位」MCV車身、1部為Wright III型車身，均為富豪B8L；此舉亦奠下了往後59X線的用車標準。換出的富豪B8L12米（V6B）已分配至其他屯門區對外路線。
2023年1月，本線一條由荔枝角車廠派車的字軌替換首部歐盟六型亞歷山大丹尼士Enviro 500 MMC樣板巴士（E6T1／VG7382）。
2023年2月下旬，本線剩餘的「城市脈搏」塗裝歐盟五型亞歷山大丹尼士Enviro 500 MMC 12米（ATENU）全數撤離，換上另一批出牌不足半年的富豪B8L（V6X）。
2023年4月21日，原本路線的31部富豪B8L（V6B／V6X）撤離本線，換入最新一代同樣設有倒頭位及雙輪椅位的歐盟六型亞歷山大丹尼士Enviro 500 MMC 12.8米（E6X）；同時亞歷山大丹尼士Enviro 500 MMC樣板車（E6T1／VG7382）亦退出本線，以一部富豪B8L 12米（V6B）代替。
2024年5月1日，原本線的6部歐盟六型亞歷山大丹尼士Enviro 500 MMC 12.8米（E6X）與260X線尚餘的歐盟六型猛獅A95 12.8米（M6EX／M6FX1-4,6）交換，與當年的24.310（AMN）相映成趣；此舉亦意味著兩款「城市脈搏」的猛獅A95全數成為本線的用車。
2025年4月，本線荔枝角車廠兩部富豪B8L 12米（V6B）倒退成亞歷山大丹尼士Enviro 500 MMCFacelift 12米（ATENU），為時隔兩年後再有金色巴士上掛59X線；而其中一部猛獅A95 12.8米（M6FX1／YB9150）則替換成富豪B8L 12.8米（V6X162／YJ5920）。
現時本線使用26部亞歷山大丹尼士Enviro 500 MMCFacelift 12.8米（E6X）、2部亞歷山大丹尼士Enviro 500 MMCFacelift 12米（ATENU）、5部猛獅A95 12.8米（M6EX／M6FX）及1部富豪B8L 12米（V6X），大部分字軌由屯門車廠負責，只有兩條字軌由荔枝角車廠負責派車。
| 車隊編號  | 車牌   | 備註                                     |
| --------- | ------ | ---------------------------------------- |
| ATENU956  | UA4221 | 屬荔枝角車廠                             |
| ATENU1162 | UJ1584 | 屬荔枝角車廠                             |
| E6X259    | YK6277 | 設「雙輪椅位」、上層「倒頭位」及太陽能板 |
| E6X261    | YM 427 | 設「雙輪椅位」、上層「倒頭位」及太陽能板 |
| E6X262    | YM 248 | 設「雙輪椅位」、上層「倒頭位」及太陽能板 |
| E6X266    | YM1250 | 設「雙輪椅位」、上層「倒頭位」及太陽能板 |
| E6X267    | YM1617 | 設「雙輪椅位」、上層「倒頭位」及太陽能板 |
| E6X271    | YM1795 | 設「雙輪椅位」、上層「倒頭位」及太陽能板 |
| E6X273    | YM3613 | 設「雙輪椅位」、上層「倒頭位」及太陽能板 |
| E6X274    | YM3508 | 設「雙輪椅位」、上層「倒頭位」及太陽能板 |
| E6X276    | YM6210 | 設「雙輪椅位」、上層「倒頭位」及太陽能板 |
| E6X277    | YM4824 | 設「雙輪椅位」、上層「倒頭位」及太陽能板 |
| E6X278    | YM5398 | 設「雙輪椅位」、上層「倒頭位」及太陽能板 |
| E6X279    | YM8343 | 設「雙輪椅位」、上層「倒頭位」及太陽能板 |
| E6X280    | YM8407 | 設「雙輪椅位」、上層「倒頭位」及太陽能板 |
| E6X281    | YM7418 | 設「雙輪椅位」、上層「倒頭位」及太陽能板 |
| E6X282    | YM6672 | 設「雙輪椅位」、上層「倒頭位」及太陽能板 |
| E6X283    | YM7736 | 設「雙輪椅位」、上層「倒頭位」及太陽能板 |
| E6X284    | YM7671 | 設「雙輪椅位」、上層「倒頭位」及太陽能板 |
| E6X287    | YM9693 | 設「雙輪椅位」、上層「倒頭位」及太陽能板 |
| E6X288    | YN 407 | 設「雙輪椅位」、上層「倒頭位」及太陽能板 |
| E6X289    | YN1377 | 設「雙輪椅位」、上層「倒頭位」及太陽能板 |
| E6X290    | YN1880 | 設「雙輪椅位」、上層「倒頭位」及太陽能板 |
| E6X292    | YN 776 | 設「雙輪椅位」、上層「倒頭位」及太陽能板 |
| E6X293    | YN4497 | 設「雙輪椅位」、上層「倒頭位」及太陽能板 |
| E6X294    | YN4147 | 設「雙輪椅位」、上層「倒頭位」及太陽能板 |
| E6X295    | YN3792 | 設「雙輪椅位」、上層「倒頭位」及太陽能板 |
| E6X296    | YN3267 | 設「雙輪椅位」、上層「倒頭位」及太陽能板 |
| M6EX1     | YC 378 | 本港唯一一批歐盟六型12.8米猛獅A95        |
| M6FX2     | YB9906 | 本港唯一一批歐盟六型12.8米猛獅A95        |
| M6FX3     | YB9570 | 本港唯一一批歐盟六型12.8米猛獅A95        |
| M6FX4     | YB9651 | 本港唯一一批歐盟六型12.8米猛獅A95        |
| M6FX6     | YB9016 | 本港唯一一批歐盟六型12.8米猛獅A95        |
| V6X162    | YJ5920 |                                          |

- 以上列表根據1005.idv.hk資料列出，資料截至2024年5月。

## 行車路線
屯門碼頭開經：湖翠路、湖景路、湖山路、龍門路、皇珠路、屯門公路、屯門公路巴士轉乘站、屯門公路、荃灣路、葵涌道、長沙灣道、彌敦道、旺角道、洗衣街、亞皆老街及聯運街。
新屯門中心特別班次經,屯青里、龍門路、D4路、龍門居公共運輸交匯處、D4路、龍門路，然後返回龍門路原線。
旺角東站開經：聯運街、弼街、洗衣街、亞皆老街、彌敦道、長沙灣道、荔枝角道、葵涌道、屯門公路、屯門公路巴士轉乘站、屯門公路、皇珠路、龍門路、湖山路、湖景路及湖翠路。

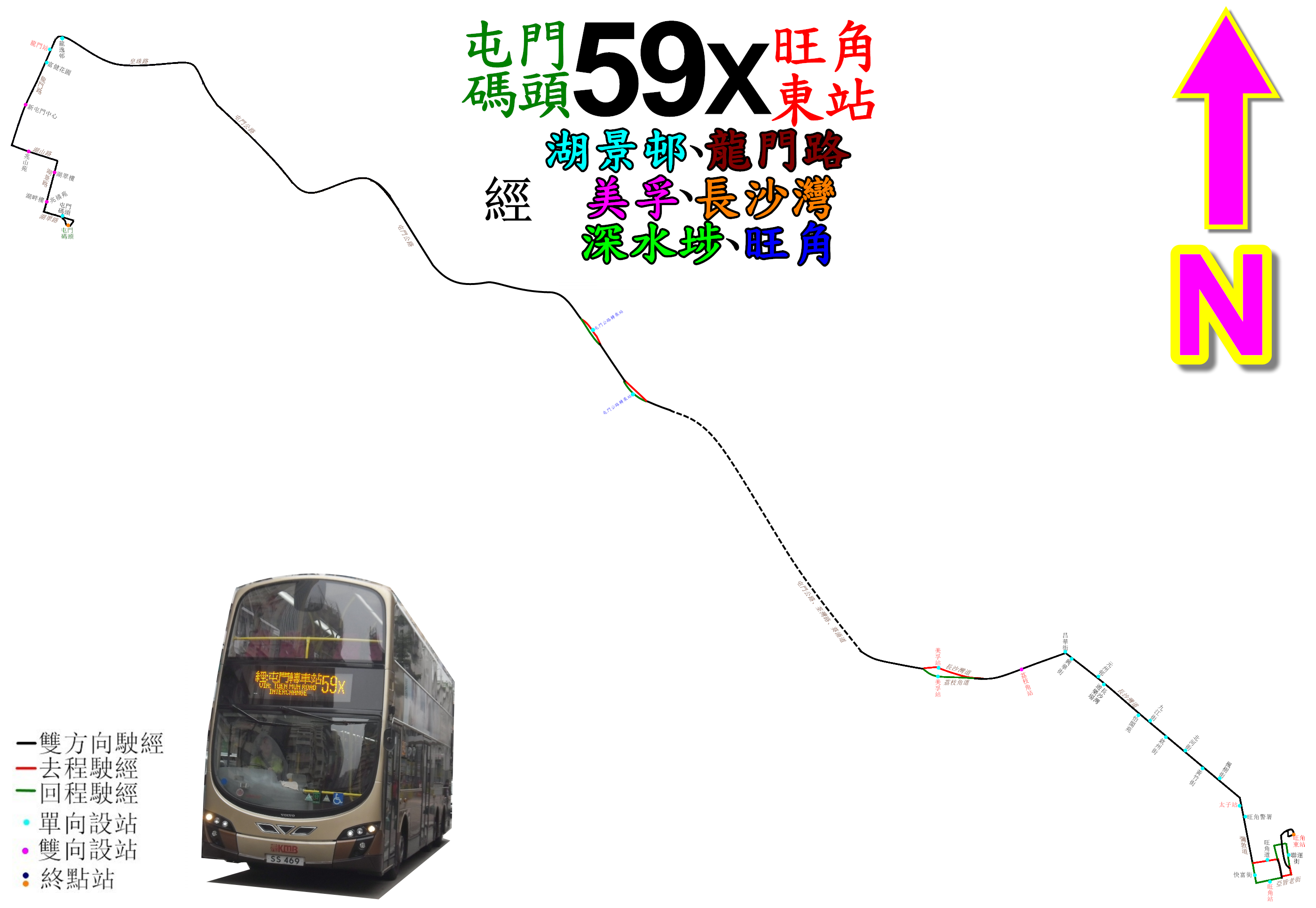
此線的走線圖

各班次之具體停站請參考資訊框

## 意外及爭議

### 意外
1994年12月27日，一部開往屯門碼頭的富豪奧林比安 11米（AV15／GD2535）與一輛行走九巴69X線的利蘭奧林比安（AL）在屯門公路近深井與兩輛私家車、一輛客貨車、一輛電單車相撞，兩人受傷。
1999年2月2日，一部開往屯門碼頭的非空調富豪奧林比安 11米（S3V2/GK2586），由皇珠路轉入龍門路後，司機涉嫌超速駕駛高速猛撼一輛緊急停靠路肩的泥頭車車尾，泥頭車推前並撞向停在前面的補胎車及另一輛泥頭車，造成29人受傷。屯門醫院需即時採取災難應變措施；巴士車長雖倖免於難，但被警方帶走協助調查，九巴亦即時將該車長停職。事件揭露了九巴的官方行車時間編排非常緊迫，一位駕駛59X線的車長透露，九巴編排由旺角火車站往屯門碼頭的官方行車時間為66分鐘，但一般的車長需花70分鐘以上才能完成整個旅程。最後九巴在巴士裝上限速器以解決問題，速度限制在時速70公里。
1999年7月25日，一部開往旺角火車站的富豪奧林比安 11米（AV15／GD2535）駛至荔枝角大橋時遭一輛尾隨行走234X線、收掣不及的丹尼士巨龍 9.9米（ADS198／JC750）撞及車尾，此車再衝前撞向前方的兩輛巴士（S3M102／DS738, 3AV160／GY9728）車尾，共39人受傷。
2002年9月8日，一部開往旺角火車站的富豪超級奧林比安（3ASV231／KF6343）在長沙灣道及東京街交界撞向前方正在停燈的68X及171線巴士，9人受傷。
2007年11月24日，一部開往旺角火車站方向的富豪超級奧林比安（3ASV227／KF5620）於葵涌道撞倒一輛電單車，並將其連人帶車捲入巴士輪底，拖行30米始停下，電單車司機死亡。
2011年1月7日，一部開往屯門碼頭的富豪超級奧林比安（3ASV216／KF5410）於旺角彌敦道撞倒一名懷疑看錯行車方向而過馬路的內地女子，女子重傷送院。
2012年9月22日，一部開往旺角東鐵路站的富豪超級奧林比安（3ASV218／KF5771）在屯門公路懷疑收掣不及，撞向前方一輛行走E33P線的丹尼士三叉戟（204／HT8353）車尾。
2012年10月4日，一部開往旺角東鐵路站方向的富豪超級奧林比安（3ASV221／KF6062）在屯門海珠路撞向城巴富豪奧林比安（664／HU3262）車尾，城巴車長頭部受傷。
2012年11月11日，一部開往屯門碼頭的亞歷山大丹尼士Enviro400（ATSE5／RT4306）在富健花園撞向前方富豪B9TL（AVBWU57／PS9552）車尾。
2015年1月7日，一部開往屯門碼頭的富豪超級奧林比安（3ASV223／KF6224）在弼街左轉洗衣街時，左邊車身剷上行人路並撞毀路邊一列鐵欄，無人受傷。
2016年6月3日，一部開往屯門碼頭的富豪B9TL 12米（AVBWU333／SW8471）駛至長沙灣道時收掣不及，撞向前方行走66X線富豪B9TL（AVBWU262／RJ5099）之車尾，釀成四車首尾相撞意外。事件中，此車車長及車上三名乘客受傷，需送院治理。
2017年4月15日，一部開往屯門碼頭的Enviro500 MMC（ATENU792／TU2188）駛至兆禧苑時，一輛的士涉阻礙巴士前進，更於其前方急停，巴士最後收掣不及撞向的士，7人受傷。
2017年9月26日，一部開往旺角東鐵路站的富豪B9TL 12米（AVBWU319/SR8956），於旺角道交界撞向一部亞歷山大丹尼士Enviro 500 MMC 12米（ATENU767/TT6621）車身，無人受傷。
2019年5月2日，一部開往屯門碼頭的亞歷山大丹尼士Enviro 500 MMC 12米（ATENU1353/VJ6113），於屯門公路轉車站收掣不及撞向另一亞歷山大丹尼士Enviro 500 MMC 12.8米（3ATENU197/VR6564）車尾，事件共7人受傷。
2021年10月，當「座椅刺針」事件暫告一段落後，一名乘客報告指車上竟又發現一支預先惡意放置的刺針，作案手法與先前的同類型案件相同。車長將巴士駛回荔枝角車廠後報警求助，事件中無人受傷，警方將案件列作財物損毀處理。

## 未來發展
本線一直以來皆以班次頻密作招徠，而且乘客無須忍受轉車之苦，就可以直達旺角一帶，本線亦途經屯門公路轉車站，可以帶動更多的乘客前往其他區域。但港鐵為爭奪市場，終在2023年宣布落實遲來的屯門南延線，將在屯門碼頭一帶興建屯門南站，項目暫定於2030年落成及通車。
屆時，本線極大機會會失去部分來往美孚、深水埗、長沙灣一帶或轉車往尖沙咀、香港島的乘客，巴士服務重組所帶來的削減班次，乃是在所難免之事。

## 軼事
2019年4月，一部曾由龍運巴士轉售九巴、已除牌的丹尼士三叉戟（ATR394／HR9546）到旺角道進行電影拍攝工作；當時車身貼上了虛構的樓盤廣告，牌箱則放有本線的路線及地點膠牌。
2022年中，九巴荔枝角車廠加入本線派車的首個星期下，疑因部分車長未熟諳本線的走線，該車廠派車的班次中絕大部分都有「行錯路」的情況出現；當中最離譜的莫過於車長錯誤地將巴士駛向三號幹線，直至離開汀九橋後才返回屯門碼頭方向的正確路線。
2024年12月11日，九巴宣布獲獎的2024年巴黎奧運及殘奧港隊運動員可獲贈巴士命名權，並於一年內可以免費乘搭九巴及龍運巴士所有路線；當中奧運港隊體操運動員石偉雄所命名的巴士，會於2025年內指定行走本線。

## 外部連結
- 681巴士總站-九龍巴士59X線（页面存档备份，存于）
- 九巴59X線官方網站路線資料 （页面存档备份，存于）
- 九巴59X線詳細時間表 （页面存档备份，存于）